# Lindes och Nora domsagas tingslag
Lindes och Nora domsagas tingslag var ett tingslag i Örebro län.
Tingslaget bildades den 1 januari 1951 (enligt beslut den 14 oktober 1949) av Nora tingslag och Lindes domsagas tingslag, Enligt beslut den 12 maj 1950 upphörde Nora rådhusrätt och det bestämdes att staden också skulle ingå i det nya tingslaget. Tingslaget upplöstes den 1 januari 1971 genom tingsrättsreformen i Sverige och verksamheten överfördes till Lindesbergs tingsrätt.
Tingslaget ingick i Lindes och Nora domsaga, också bildad 1 januari 1951.

## Kommuner
Tingslaget bestod den 1 januari 1952 av följande kommuner:
- Fellingsbro landskommun
- Grythyttans landskommun
- Hällefors köping
- Kopparbergs köping
- Linde landskommun
- Lindesbergs stad
- Ljusnarsbergs landskommun
- Nora stad
- Noraskogs landskommun
- Näsby landskommun
- Ramsbergs landskommun